# 郑秀生
郑秀生（1955年1月—2022年1月30日），男，汉族，北京昌平人，中國共產党员，中国烹饪大师，高级烹饪技师，中國全国劳动模范，中國全国五一劳动奖章获得者，北京教育学院副教授，曾任北京饭店行政总厨，擅长京菜、淮扬菜、川菜、谭家菜等。

## 生平
1955年1月，生于今北京市昌平区南口镇。
1971年7月，中学毕业后，被分配至北京饭店工作。经过农场培训劳动后，被分配到厨房工作。
1986年，任《北京饭店菜点丛书》淮扬菜主编，是本丛书最年轻的编写者。
1987至1990年，连续四次前往新加坡参加中华美食世纪之宴。
1994年，获首都旅游紫禁杯先进个人。
2001年，毕业于北京教育学院烹饪系大专班。
2002年，被中国烹饪协会评为中国烹饪大师，被北京烹饪协会评为北京市特级烹饪大师。
2003年，北京爆发非典疫情，全面负责小汤山医院所有人员的就餐工作。2003年6月，加入中国共产党。同年，被评为北京市旅游局抗非典先进个人、北京饭店抗非典先进个人。
2004年，获北京市五一劳动奖章。
2005年，被评为北京市劳动模范。
2007年，获全国五一劳动奖章。2007年5月8日，被抽调至首旅集团，任2008年北京奥运会测试赛期间的奥运工作部行政总厨。
2008年起，任北京饭店行政总厨，至2016年退休。
2010年，被评为全国劳动模范。
2018年，与便宜坊集团行政总厨孙立新、燕山大酒店原厨师长武剑利一同开设短视频账号“老饭骨”。2019年，被聘为2022年北京冬奥会崇礼菜单计划任务总顾问。
2022年1月30日，因病在北京逝世。其頻道“老饭骨”在31日发布悼念影片。